# Urologie

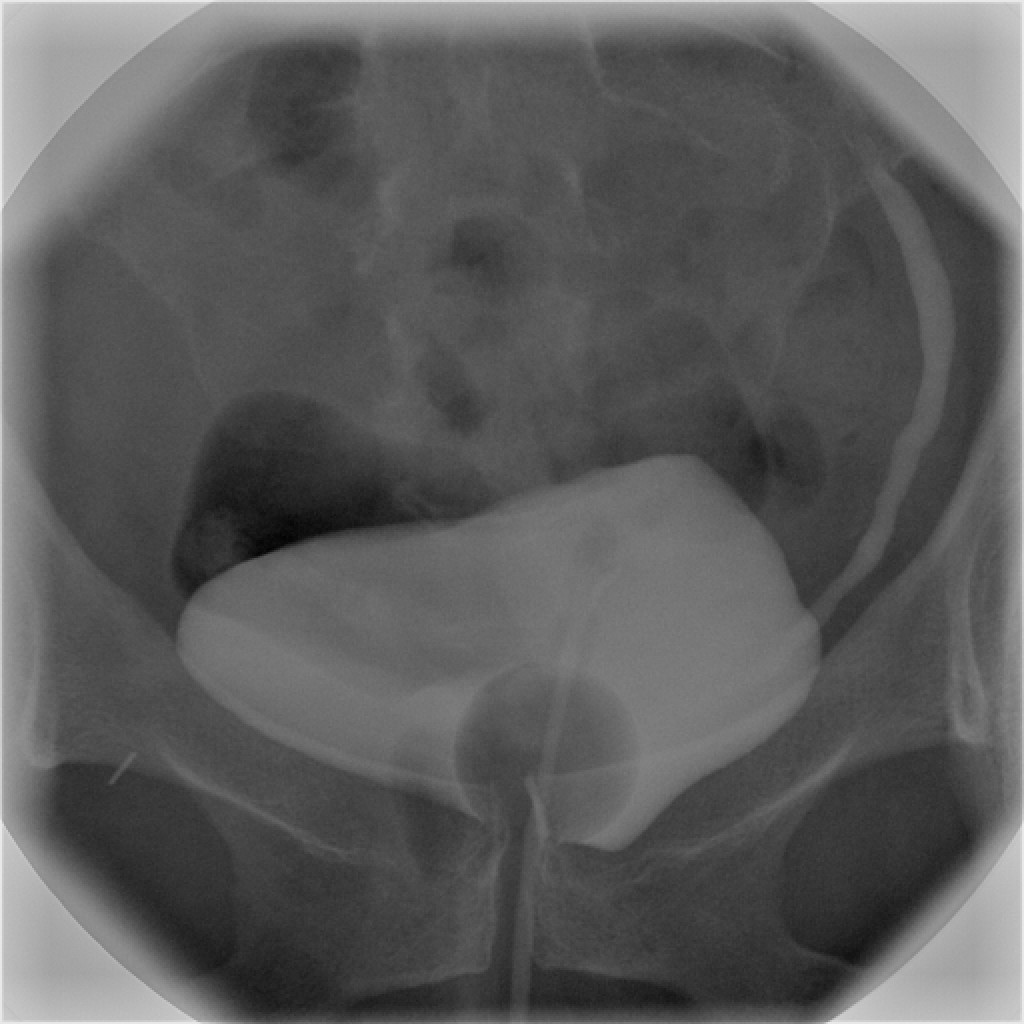
RTG močového měchýře naplněného kontrastní látkou

Urologie je chirurgický lékařský obor zabývající se diagnostikou a terapií chorob vylučovací soustavy a mužských pohlavních orgánů.

## Česko
Na území České republiky, v moravském Fulneku, se narodil rakouský lékař židovského původu Leopold rytíř von Dittel (1815–1898), který v 19. století založil moderní urologii jako samostatný obor.
V České republice je urologie rozvíjena na řadě klinických pracovišť, většina nemocnic má svá urologická oddělení a zároveň je vytvořena (regulovaná) síť ambulatních urologů. Za zakladatele moderní urologie je považován profesor Karel Uhlíř (Ostrava, později Brno), akademik Jan Bedrna (Hradec Králové) a profesor Eduard Hradec (Praha), byť i jiná univerzitní pracoviště měla své významné učitele (Kučera – Olomouc, Šváb – Hradec Králové). Za samostatný obor urologie je dnes považována dětská urologie (Bedrnova učebnice z roku 1954 je dodnes citována), rozvíjena především profesorem Hvězdoslavem Stefanem (Hradec Králové), profesorem Janem Dvořáčkem (Praha) a docentkou Annou Utíkalovou (Olomouc).
K roku 2010 měla Česká republika urologické kliniky s vědecko-výzkumnou a výukovou základnou v Praze (Všeobecná fakultní nemocnice a 1. lékařská fakulta UK, Motol a 2. lékařská fakulta UK a Královské Vinohrady spojená s 3. lékařskou fakultou UK), Plzni (FN Plzeň a lékařská fakulta UK Praha v Plzni), Hradci Králové (FN Hradec Králové a lékařská fakulta UK Praha v Hradci Králové), Olomouci (FN Olomouc a lékařská fakulta UP v Olomouci), Brně (FN nemocnice Brno-Bohunice a lékařská fakulta MU v Brně) a Ostravě (FN Ostrava a lékařská fakulta v Ostravě).

## Vzdělání urologa
Předatestační praxe podle vyhlášky č. 185/2009 Sb. rozdělena do dvou částí. Během prvních dvou let musí lékař absolvovat chirurgický kmen, následuje vlastní specializační výcvik v oboru urologie v délce trvání nejméně 48 měsíců na urologickém oddělení. V rámci specializačního výcviku stráví lékař nejméně 12 měsíců na akreditovaném pracovišti, z toho nejméně 2 týdny na pracovišti provádějícím transplantace a hemodialýzu a nejméně 2 měsíce na pracovišti dětské urologie. Již v rámci specializační přípravy se může lékař specializovat v oboru dětská urologie, započítává se mu však nejvýše 6 měsíců. Součástí předatestační přípravy je povinná i doporučená účast na řadě kurzů a seminářů.
Podle dobíhající atestace realizované podle Věstníku Ministerstva zdravotnictví z roku 2005 trvá příprava k atestaci nejméně šest let. 60 měsíců tráví lékař na urologickém oddělení, z toho alespoň 12 měsíců na akreditovaném pracovišti, kde se musí aktivně zapojit do vědeckovýzkumné činnosti pracoviště. Kromě toho musí lékař strávit minimálně 9 měsíců na běžném chirurgickém oddělení, 2 měsíce na interním oddělení a 1 měsíc na oddělení anesteziologie, resuscitace a intenzivní péče. Podmínkou připuštění k atestační zkoušce je publikace alespoň dvou prací v recenzovaných časopisech, u kterých je uchazeč uveden jako hlavní autor.

### Nádstavbové atestace k základnímu oboru urologie
Podle vyhlášky č. 185/2009 Sb. může lékař s atestací v základním oboru získat atestaci v oborech dětská urologie, intenzivní medicína a sexuologie.

### Vědecké a pedagogické hodnosti v urologii
V oboru chirurgie, specializace urologie, lze získat na univerzitách v České republice vědecké hodnosti – doktor (Ph.D.) a Akademie věd České republiky může udělit titul Doktor věd – D. Sc. (dříve DrSc.) i hodnosti vědecko-pedagogické: docent (doc.) a profesor (prof.). Dříve udělovaný titul kandidát věd – CSc. je ekvivalentní titulu Ph.D.
Uvedené tituly lze získat i mimo Českou republiku, u titulů z některých zemí je nutná aprobační řízení, případně aprobační zkouška.

#### Univerzitní profesoři pro obor urologie
V roce 2010 byli v ČR čtyři profesoři pro obor urologie:
- prof. MUDr. Jan Dvořáček, DrSc. (1. LF UK Praha)[2]
- prof. MUDr. Tomáš Hanuš, DrSc. (1. LF UK Praha)[3]
- prof. MUDr. Marek Babjuk, CSc. (1.LF UK, 2.LF UK Praha)[4]
- prof. MUDr. Dalibor Pacík, CSc. (LF MU Brno)[5]

#### Docenti pro obor urologie do věku 65 let
Ve věku do 65 let pak byli k roku 2010 v České republice čtyři docenti v oboru urologie:
- doc. MUDr. Milan Hora, Ph.D. (LF UK Plzeň)[6]
- doc. MUDr. Vladimír Študent, Ph.D. (LF UP Olomouc)[7]
- doc. MUDr. Roman Zachoval, Ph.D. (1.LF UK, 3.LF UK Praha)[8]
- doc. MUDr. Richard Fiala, Ph.D. FEBU (dlouhodobě ve Velké Británii)
- doc. MUDr. Ladislav Jarolím, CSc. (2. LF UK Praha)[9]

## Odborná společnost

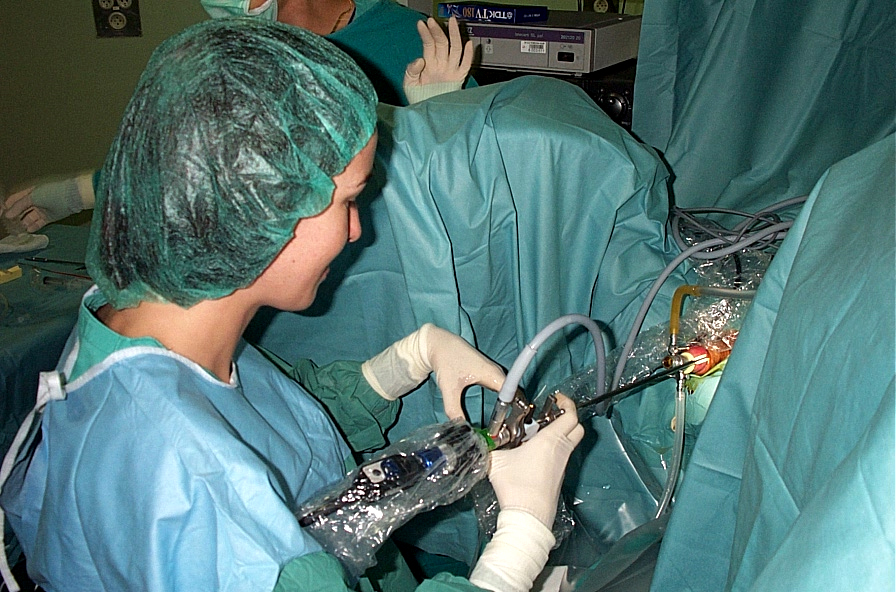
Urologie

V rámci České republiky se urologové dobrovolně sdružují v České urologické společnosti (ČUS), případně Evropské urologické společnosti (EAU – European Association of Urology), méně často v Mezinárodní urologické společnosti (IAU – International Association of Urology). Kromě toho se v rámci Evropské unie věnuje záležitostem ohledně předpisů a harmonizaci vzdělávání urologů nezisková organizace European Board of Urology – EBU, která certifikuje školící instituty a ročně organizuje dvoustupňovou zkoušku. Úspěšní absolventi získávají diplom FEBU (Fellow of the EBU), který má signalizovat výborné znalosti a rozšířené vzdělání v urologii. Ačkoliv nemá žádné právní důsledky a představuje spíš něco jako evropskou atestaci v urologii, najdeme přídomek „FEBU“ u řady lékařů, především na soukromých klinikách.
ČUS je součástí České lékařské společnosti J. E. Purkyně. Společnost pořádá odborné akce, zastupuje své členy v jednání se státem a jinými organizacemi. Podílí se na vytváření podkladů pro primární (předatestační) i sekundární (celoživotní) vzdělávání urologů, které vydává ve formě „doporučení“ (jsou právně nezávazná, dávají však odborná vodítka v diagnostice a léčbě urologických onemocnění). Jako dobrovolné sdružení nemá přímý vliv na udělování vědeckých a vědecko-pedagogických titulů, stejně tak nenese odpovědnost za atestační zkoušky urologů (odpovědnost nese Institut pro další vzdělávání zdravotníků a farmaceutů – IPVZ – v Praze), i když je obvykle v komisi i zástupce ČUS. ČUS má řadu sekcí, podle specializací v rámci urologie (např. andrologická sekce, onkologická, urodynamická atd.). Vedení ČUS – výbor – je volen v pravidelných cyklech.
Na rozdíl od České lékařské komory, ve které je účast lékaře povinná, chce-li v rámci České republiky vykonávat lékařskou praxi, urolog nemusí být v ČUS (EAU atd.) spolčen a jeho vzdělání a jeho odborná kompetence a odpovědnost je dána předpisy IPVZ Praha, ev. právními předpisy. Vedle ČUS působí v rámci České republiky druhá dobrovolná odborná společnost – Společnost ambulantních urologů (SAU), která sdružuje především soukromé, mimonemocniční urology.